# A.LI.CE
A.LI.CE (A・LI・CE?) è un film d'animazione del 1999 diretto da Kenichi Maejima.
Si tratta del primo anime interamente realizzato con animazione digitale.

## Trama
Nel 2000 Alice Hayashi è l'essere umano più giovane ad avere mai viaggiato nello spazio. Proprio durante il viaggio di ritorno sulla Terra, lo shuttle su cui si trova a bordo ha un incidente e lei è l'unica superstite. In seguito, Alice scopre che quel viaggio l'ha portata avanti nel tempo di 30 anni. Nel 2030, il mondo è oppresso da un dittatore chiamato Nero. Costui viene a conoscenza della sua storia e comanda le sue guardie affinché la catturino.